# Liste des monuments historiques de Meurthe-et-Moselle
Cet article recense les monuments historiques du département de Meurthe-et-Moselle, en France.

## Statistiques
Au 21 juillet 2025, le département de Meurthe-et-Moselle compte 603 édifices comportant au moins une protection au titre des monuments historiques, dont 190 sont classés et 436 sont inscrits. Le total des monuments classés et inscrits est supérieur au nombre total de monuments protégés car plusieurs d'entre eux sont à la fois classés et inscrits.
- Haut – A
- B
- C
- D
- E
- F
- G
- H
- I
- J
- K
- L
- M
- N
- O
- P
- Q
- R
- S
- T
- U
- V
- W
- X
- Y
- Z

## Liste
Du fait du nombre important de protections dans certaines communes, elles font l'objet d'une liste distincte :
- pour Nancy, voir la liste des monuments historiques de Nancy
- pour Pont-à-Mousson, voir la liste des monuments historiques de Pont-à-Mousson
- pour Toul, voir la liste des monuments historiques de Toul

| Monument | Commune                   | Adresse                                                | Coordonnées                                            | Notice                                                 | Protection                                             | Date                                                   | Illustration |
| --- | ------------------------- | ------------------------------------------------------ | ------------------------------------------------------ | ------------------------------------------------------ | ------------------------------------------------------ | ------------------------------------------------------ | --- |
| Église Saint-Pierre-Saint-Paul d'Allamps | Allamps                   |                                                        | 48° 32′ 46″ nord, 5° 48′ 36″ est                       | « PA00105988 »                                         | Inscrit                                                | 1926                                                   | Église Saint-Pierre-Saint-Paul d'Allamps |
| Chapelle-ermitage de Sainte-Reine | Allondrelle-la-Malmaison  | Au Lary                                                | 49° 30′ 20″ nord, 5° 34′ 05″ est                       | « PA54000056 »                                         | Inscrit                                                | 2002                                                   | Chapelle-ermitage de Sainte-Reine |
| Forge de Buré digue | Allondrelle-la-Malmaison  | Buré-la-Forge                                          | 49° 29′ 43″ nord, 5° 33′ 09″ est                       | « PA00106451 »                                         | Inscrit                                                | 1991                                                   | Forge de Burédigue |
| Église Saint-Jean-Baptiste d'Amance | Amance                    |                                                        | 48° 45′ 14″ nord, 6° 16′ 50″ est                       | « PA00105989 »                                         | Classé                                                 | 1919                                                   | Église Saint-Jean-Baptiste d'Amance |
| Ossuaire d'Anderny | Anderny                   | Le Village                                             | 49° 20′ 08″ nord, 5° 52′ 55″ est                       | « PA00105990 »                                         | Inscrit                                                | 1987                                                   | Image manquante Téléverser |
| Chartreuse de Bosserville abbatiale, cour, bâtiment conventuel, allée | Art-sur-Meurthe           | La Chartreuse Allée du Séminaire                       | 48° 39′ 50″ nord, 6° 14′ 41″ est                       | « PA00105991 »                                         | Classé                                                 | 1948                                                   | Chartreuse de Bosservilleabbatiale, cour, bâtiment conventuel, allée |
| Chartreuse de Bosserville ancienne chapelle paroissiale | Art-sur-Meurthe           | Allée du Séminaire                                     | 48° 39′ 43″ nord, 6° 14′ 36″ est                       | « PA00125521 »                                         | Classé                                                 | 1997                                                   | Chartreuse de Bosservilleancienne chapelle paroissiale |
| Ossuaire d'Avillers | Avillers                  | Le Village                                             | 49° 19′ 19″ nord, 5° 44′ 06″ est                       | « PA00105992 »                                         | Inscrit                                                | 1987                                                   | Image manquante Téléverser |
| Abbaye de Saint-Pierremont colombier | Avril                     |                                                        | 49° 18′ 24″ nord, 5° 56′ 26″ est                       | « PA00105993 »                                         | Inscrit                                                | 1979                                                   | Abbaye de Saint-Pierremontcolombier |
| Église Saint-Laurent d'Azelot chapelle | Azelot                    |                                                        | 48° 35′ 14″ nord, 6° 13′ 57″ est                       | « PA00105994 »                                         | Inscrit                                                | 1984                                                   | Église Saint-Laurent d'Azelotchapelle |
| Église Saint-Martin de Badonviller | Badonviller               |                                                        | 48° 29′ 56″ nord, 6° 53′ 43″ est                       | « PA00105995 »                                         | Classé                                                 | 1921                                                   | Église Saint-Martin de Badonviller |
| Église Saint-Rémy de Baccarat | Baccarat                  | Avenue de Lachapelle                                   | 48° 26′ 54″ nord, 6° 44′ 20″ est                       | « PA54000078 »                                         | Classé                                                 | 2013                                                   | Église Saint-Rémy de Baccarat |
| Église Saint-Jean-Baptiste de Barisey-la-Côte | Barisey-la-Côte           |                                                        | 48° 32′ 39″ nord, 5° 50′ 24″ est                       | « PA00105996 »                                         | Inscrit                                                | 1926                                                   | Église Saint-Jean-Baptiste de Barisey-la-Côte |
| Église Saints-Pierre-et-Paul de Baslieux | Baslieux                  |                                                        | 49° 25′ 59″ nord, 5° 45′ 33″ est                       | « PA00105997 »                                         | Inscrit                                                | 1984                                                   | Église Saints-Pierre-et-Paul de Baslieux |
| Église Saint-Germain de Battigny (clocher roman inscrit en 1926), classement intégral de l'église et ses fresques en 2013                                                                                       | Battigny                  |                                                        | 48° 26′ 54″ nord, 5° 58′ 31″ est                       | « PA00105998 »                                         | Inscrit Classé                                         | 1926 2013                                              | Église Saint-Germain de Battigny(clocher roman inscrit en 1926), classement intégral de l'église et ses fresques en 2013 |
| Église Saint-Martin de Bayon | Bayon                     | Rue Antoine de Ravinel                                 | 48° 28′ 36″ nord, 6° 18′ 41″ est                       | « PA54000073 »                                         | Inscrit                                                | 2012                                                   | Église Saint-Martin de Bayon |
| Château Colin de Belleau salle, vestibule, élévation, décor intérieur | Belleau                   | Manoncourt-sur-Seille                                  | 48° 52′ 32″ nord, 6° 11′ 50″ est                       | « PA00106440 »                                         | Inscrit                                                | 1990                                                   | Château Colin de Belleausalle, vestibule, élévation, décor intérieur |
| Château de Morey porte | Belleau                   |                                                        | 48° 49′ 38″ nord, 6° 09′ 45″ est                       | « PA00106094 »                                         | Classé                                                 | 1930                                                   | Château de Moreyporte |
| Église de l'Assomption de Morey | Belleau                   |                                                        | 48° 49′ 39″ nord, 6° 09′ 45″ est                       | « PA00106095 »                                         | Classé                                                 | 1930                                                   | Église de l'Assomption de Morey |
| Église Saint-Étienne de Belleville décor intérieur | Belleville                | Le Village nord                                        | 48° 49′ 04″ nord, 6° 05′ 50″ est                       | « PA54000060 »                                         | Inscrit                                                | 2004                                                   | Église Saint-Étienne de Bellevilledécor intérieur |
| Château de Bicqueley | Bicqueley                 | 797 rue Nicolas Chenin                                 | 48° 37′ 33″ nord, 5° 54′ 54″ est                       | « PA54000074 »                                         | Inscrit                                                | 2012                                                   | Château de Bicqueley |
| Château de Blâmont | Blâmont                   |                                                        | 48° 35′ 29″ nord, 6° 50′ 43″ est                       | « PA00132621 »                                         | Inscrit                                                | 1994                                                   | Château de Blâmont |
| Église Saint-Étienne de Blénod-lès-Pont-à-Mousson clocher | Blénod-lès-Pont-à-Mousson |                                                        | 48° 52′ 57″ nord, 6° 03′ 11″ est                       | « PA00105999 »                                         | Inscrit                                                | 1926                                                   | Église Saint-Étienne de Blénod-lès-Pont-à-Moussonclocher |
| Église Saint-Médard de Blénod-lès-Toul | Blénod-lès-Toul           |                                                        | 48° 35′ 55″ nord, 5° 49′ 55″ est                       | « PA00106000 »                                         | Classé                                                 | 1862                                                   | Église Saint-Médard de Blénod-lès-Toul |
| Chapelle de Blanzey crypte, chœur, abside | Bouxières-aux-Chênes      |                                                        | 48° 45′ 43″ nord, 6° 14′ 49″ est                       | « PA00106002 »                                         | Inscrit                                                | 1927                                                   | Chapelle de Blanzeycrypte, chœur, abside |
| Château les Tilles jardin paysager, salon, décor intérieur | Bouxières-aux-Dames       | 4 rue des Trois-Frères-Lievre                          | 48° 45′ 10″ nord, 6° 09′ 48″ est                       | « PA00106003 »                                         | Inscrit                                                | 1991                                                   | Château les Tillesjardin paysager, salon, décor intérieur |
| Église Saint-Martin fresques du chœur, façades et la toiture de l'église | Bouxières-aux-Dames       | rue Saint-Martin                                       | 48° 45′ 10″ nord, 6° 09′ 48″ est                       | « PA54000083 »                                         | Inscrit                                                | 2015                                                   | Église Saint-Martinfresques du chœur, façades et la toiture de l'église |
| Beffroi de Briey tour | Briey                     | Rue du Maréchal-Joffre                                 | 49° 14′ 53″ nord, 5° 56′ 15″ est                       | « PA00106441 »                                         | Inscrit                                                | 1989                                                   | Beffroi de Brieytour |
| Église Saint-Gengoult de Briey | Briey                     | Rue du Maréchal-Lyautey                                | 49° 14′ 57″ nord, 5° 56′ 17″ est                       | « PA00106004 »                                         | Classé                                                 | 1987                                                   | Église Saint-Gengoult de Briey |
| Hôtel de ville de Briey élévation, charpente, escalier, cachot, porte | Briey                     | Place de l'Hôtel-de-Ville                              | 49° 14′ 54″ nord, 5° 56′ 13″ est                       | « PA54000001 »                                         | Inscrit                                                | 1996                                                   | Hôtel de ville de Brieyélévation, charpente, escalier, cachot, porte |
| Unité d'habitation de Briey chaufferie, portique, appartement | Briey                     | Bois de Napatant                                       | 49° 15′ 37″ nord, 5° 55′ 41″ est                       | « PA00125522 »                                         | Inscrit                                                | 1993 2007                                              | Image manquante Téléverser |
| Chapelle du Rosaire de Bruley grotte de Lourdes, escalier, rampe d'appui, mur de soutènement | Bruley                    |                                                        | 48° 42′ 20″ nord, 5° 50′ 53″ est                       | « PA54000068 »                                         | Inscrit                                                | 2005                                                   | Chapelle du Rosaire de Bruleygrotte de Lourdes, escalier, rampe d'appui, mur de soutènement |
| Chapelle Saint-Martin de Bruley | Bruley                    |                                                        | 48° 42′ 22″ nord, 5° 50′ 54″ est                       | « PA00106005 »                                         | Inscrit                                                | 1984                                                   | Chapelle Saint-Martin de Bruley |
| Maison forte de Tumejus portail, fontaine, parc, clôture, orangerie, jardin potager | Bulligny                  |                                                        | 48° 34′ 38″ nord, 5° 51′ 01″ est                       | « PA54000007 »                                         | Inscrit                                                | 1997                                                   | Maison forte de Tumejusportail, fontaine, parc, clôture, orangerie, jardin potager |
| Église Saint-Remi de Chaligny | Chaligny                  |                                                        | 48° 37′ 25″ nord, 6° 05′ 01″ est                       | « PA00106006 »                                         | Inscrit                                                | 1926                                                   | Église Saint-Remi de Chaligny |
| Enceinte préhistorique de la Fourasse enceinte | Champigneulles            |                                                        | 48° 43′ 20″ nord, 6° 09′ 42″ est                       | « PA00106007 »                                         | Classé                                                 | 1923                                                   | Enceinte préhistorique de la Fourasseenceinte |
| Ossuaire de Charency-Vezin niche, décor intérieur, décor extérieur, statue | Charency-Vezin            | Charency Dans le cimetière                             | 49° 29′ 18″ nord, 5° 30′ 43″ est                       | « PA00106008 »                                         | Classé                                                 | 1990                                                   | Ossuaire de Charency-Vezinniche, décor intérieur, décor extérieur, statue |
| Ancienne Féculerie de Chenevières atelier, matériel | Chenevières               |                                                        | 48° 30′ 38″ nord, 6° 38′ 36″ est                       | « PA54000079 »                                         | Inscrit                                                | 2013                                                   | Image manquante Téléverser |
| Château de Choloy jardin, escalier, élévation, toiture, décor intérieur | Choloy-Ménillot           | Le Village 55 rue de Toul                              | 48° 39′ 44″ nord, 5° 49′ 18″ est                       | « PA00106009 »                                         | Inscrit                                                | 1988                                                   | Château de Choloyjardin, escalier, élévation, toiture, décor intérieur |
| Abbaye de Haute-Seille | Cirey-sur-Vezouze         |                                                        | 48° 35′ 21″ nord, 6° 55′ 35″ est                       | « PA00106010 »                                         | Inscrit                                                | 1927                                                   | Abbaye de Haute-Seille |
| Château de Clémery portail, pavillon, escalier, élévation, toiture, décor intérieur | Clémery                   |                                                        | 48° 53′ 43″ nord, 6° 11′ 10″ est                       | « PA00106011 »                                         | Inscrit                                                | 1986                                                   | Château de Clémeryportail, pavillon, escalier, élévation, toiture, décor intérieur |
| Château de Martigny de Colmey communs, douves, élévation, toiture | Colmey                    |                                                        | 49° 27′ 25″ nord, 5° 33′ 30″ est                       | « PA00106013 »                                         | Inscrit                                                | 1972                                                   | Château de Martigny de Colmeycommuns, douves, élévation, toiture |
| Ossuaire de Colmey décor intérieur | Colmey                    | Flabeuville                                            | 49° 27′ 48″ nord, 5° 32′ 19″ est                       | « PA00106012 »                                         | Classé                                                 | 1990                                                   | Ossuaire de Colmeydécor intérieur |
| Ossuaire de Conflans-en-Jarnisy | Conflans-en-Jarnisy       | La Côte à Larry                                        | 49° 10′ 09″ nord, 5° 51′ 03″ est                       | « PA00106014 »                                         | Inscrit                                                | 1987                                                   | Ossuaire de Conflans-en-Jarnisy |
| Château de Cons-la-Grandville communs, oratoire, terrasse, fossé, tour, galerie, salon, cheminée, cuisine, sous sol, salle à manger, élévation, toiture, décor intérieur, mur de soutènement                    | Cons-la-Grandville        |                                                        | 49° 29′ 01″ nord, 5° 42′ 03″ est                       | « PA00106015 »                                         | Inscrit Classé                                         | 1947 1987                                              | Château de Cons-la-Grandvillecommuns, oratoire, terrasse, fossé, tour, galerie, salon, cheminée, cuisine, sous sol, salle à manger, élévation, toiture, décor intérieur, mur de soutènement                                                              |
| Église Saint-Hubert de Cons-la-Grandville crypte | Cons-la-Grandville        |                                                        | 49° 28′ 58″ nord, 5° 42′ 02″ est                       | « PA00106016 »                                         | Classé                                                 | 1987                                                   | Église Saint-Hubert de Cons-la-Grandvillecrypte |
| Haut-fourneau de Cons-la-Grandville | Cons-la-Grandville        | Les Forges                                             | 49° 29′ 16″ nord, 5° 41′ 51″ est                       | « PA00106017 »                                         | Classé                                                 | 1974                                                   | Haut-fourneau de Cons-la-Grandville |
| Prieuré Saint-Michel de Cons-la-Grandville orangerie, pigeonnier, ferme, portail, bâtiment | Cons-la-Grandville        |                                                        | 49° 28′ 58″ nord, 5° 42′ 01″ est                       | « PA00106018 »                                         | Classé                                                 | 1987                                                   | Prieuré Saint-Michel de Cons-la-Grandvilleorangerie, pigeonnier, ferme, portail, bâtiment |
| Pont sur le Sânon | Crévic                    |                                                        | 48° 38′ 21″ nord, 6° 24′ 08″ est                       | « PA00106019 »                                         | Classé                                                 | 1984                                                   | Pont sur le Sânon |
| Église Sainte-Barbe de Crusnes mont calvaire, décor intérieur | Crusnes                   | Crusnes-Cités                                          | 49° 25′ 45″ nord, 5° 55′ 57″ est                       | « PA00106443 »                                         | Classé                                                 | 1990                                                   | Église Sainte-Barbe de Crusnesmont calvaire, décor intérieur |
| Église Saint-Léger de Custines chapelle, chœur, clocher | Custines                  |                                                        | 48° 47′ 29″ nord, 6° 08′ 29″ est                       | « PA00106020 »                                         | Inscrit                                                | 1926                                                   | Église Saint-Léger de Custineschapelle, chœur, clocher |
| Église Saint-Remy de Deneuvre clocher | Deneuvre                  |                                                        | 48° 26′ 47″ nord, 6° 44′ 06″ est                       | « PA00106021 »                                         | Classé Inscrit                                         | 1978                                                   | Église Saint-Remy de Deneuvreclocher |
| Site archéologique du Premier Silorit bassin, statue | Deneuvre                  |                                                        | 48° 26′ 13″ nord, 6° 44′ 14″ est                       | « PA54000013 »                                         | Inscrit                                                | 1998                                                   | Site archéologique du Premier Siloritbassin, statue |
| Tour du Bacha tour | Deneuvre                  | Rue du Bacha                                           | 48° 26′ 32″ nord, 6° 44′ 05″ est                       | « PA54000017 »                                         | Inscrit                                                | 2000                                                   | Tour du Bachatour |
| Château de Dieulouard | Dieulouard                |                                                        | 48° 50′ 34″ nord, 6° 04′ 06″ est                       | « PA00106022 »                                         | Inscrit                                                | 1927                                                   | Château de Dieulouard |
| Église Saint-Sébastien de Dieulouard | Dieulouard                |                                                        | 48° 50′ 33″ nord, 6° 04′ 07″ est                       | « PA00106023 »                                         | Inscrit                                                | 1926                                                   | Église Saint-Sébastien de Dieulouard |
| Chapelle Saint-Maurice chapelle en totalité ainsi que ses peintures murales | Domgermain                |                                                        | 48° 34′ 39″ nord, 6° 40′ 33″ est                       | « PA54000084 »                                         | Inscrit                                                | 2015                                                   | Chapelle Saint-Mauricechapelle en totalité ainsi que ses peintures murales |
| Hôpital militaire souterrain de Domjevin | Domjevin                  |                                                        | 48° 34′ 39″ nord, 6° 40′ 33″ est                       | « PA00106090 »                                         | Classé                                                 | 1922                                                   | Hôpital militaire souterrain de Domjevin |
| Église Saint-Martin de Dommartin-sous-Amance | Dommartin-sous-Amance     |                                                        | 48° 44′ 25″ nord, 6° 15′ 18″ est                       | « PA00106024 »                                         | Inscrit                                                | 1926                                                   | Église Saint-Martin de Dommartin-sous-Amance |
| Bâtiment de l'Aéroclub de Doncourt-lès-Conflans élévation, cheminée | Doncourt-lès-Conflans     | Aérodrome 2 chemin de l'Aérodrome                      | 49° 08′ 55″ nord, 5° 56′ 02″ est                       | « PA54000016 »                                         | Inscrit                                                | 1999                                                   | Image manquante Téléverser |
| Église Notre-Dame d'Écrouves | Écrouves                  |                                                        | 48° 40′ 56″ nord, 5° 50′ 25″ est                       | « PA00106025 »                                         | Classé                                                 | 1883                                                   | Église Notre-Dame d'Écrouves |
| Château de Mandville jardin, verger, canal, installation hydraulique, élévation, statue | Épiez-sur-Chiers          |                                                        | 49° 30′ 08″ nord, 5° 29′ 25″ est                       | « PA54000008 »                                         | Inscrit                                                | 1997                                                   | Château de Mandvillejardin, verger, canal, installation hydraulique, élévation, statue |
| Ossuaire d'Errouville | Errouville                | Le Village                                             | 49° 24′ 57″ nord, 5° 53′ 58″ est                       | « PA00106026 »                                         | Inscrit                                                | 1987                                                   | Image manquante Téléverser |
| Église Saint-Martin d'Essey-et-Maizerais | Essey-et-Maizerais        |                                                        | 48° 55′ 08″ nord, 5° 48′ 41″ est                       | « PA00106027 »                                         | Classé                                                 | 1920                                                   | Église Saint-Martin d'Essey-et-Maizerais |
| Église Saint-Georges d'Essey-lès-Nancy tour, clocher | Essey-lès-Nancy           | Haut-Château                                           | 48° 42′ 32″ nord, 6° 13′ 16″ est                       | « PA00106444 »                                         | Inscrit                                                | 1990                                                   | Église Saint-Georges d'Essey-lès-Nancytour, clocher |
| Site archéologique d'Essey-lès-Nancy enceinte | Essey-lès-Nancy           | Butte Sainte-Geneviève                                 | 48° 42′ 58″ nord, 6° 13′ 39″ est                       | « PA54000014 »                                         | Inscrit                                                | 1998                                                   | Site archéologique d'Essey-lès-Nancyenceinte |
| Château d'Étreval | Étreval                   |                                                        | 48° 27′ 12″ nord, 6° 02′ 56″ est                       | « PA00106028 »                                         | Inscrit                                                | 1927 2012                                              | Château d'Étreval |
| Château d'Eulmont | Eulmont                   | Chemin du Val 2 chemin de Metz                         | 48° 45′ 12″ nord, 6° 13′ 44″ est                       | « PA00135410 »                                         | Inscrit                                                | 1995                                                   | Château d'Eulmont |
| Château de la Franche Moitresse jardin, colombier, communs, logis | Eulmont                   | 74 rue du Château                                      | 48° 45′ 10″ nord, 6° 13′ 43″ est                       | « PA00125523 »                                         | Inscrit                                                | 1993                                                   | Château de la Franche Moitressejardin, colombier, communs, logis |
| Château d'Euvezin jardin | Euvezin                   | 5 place du Château                                     | 48° 55′ 25″ nord, 5° 50′ 18″ est                       | « PA54000072 »                                         | Inscrit                                                | 2009                                                   | Château d'Euvezinjardin |
| Croix de cimetière de Fécocourt | Fécocourt                 |                                                        | 48° 24′ 17″ nord, 6° 00′ 32″ est                       | « PA00106029 »                                         | Classé                                                 | 1919                                                   | Croix de cimetière de Fécocourt |
| Prieuré de Flavigny-sur-Moselle église, bâtiment conventuel, cloître, salle capitulaire, bibliothèque, escalier, galerie, salle, réfectoire, cuisine, élévation, toiture, décor intérieur                       | Flavigny-sur-Moselle      |                                                        | 48° 33′ 50″ nord, 6° 11′ 43″ est                       | « PA00106030 »                                         | Inscrit Classé                                         | 1986 1990                                              | Prieuré de Flavigny-sur-Moselleéglise, bâtiment conventuel, cloître, salle capitulaire, bibliothèque, escalier, galerie, salle, réfectoire, cuisine, élévation, toiture, décor intérieur                                                                 |
| Château de Fléville communs, pont, colombier, douves, fossé, donjon, parc, orangerie, ermitage, belvédère, glacière, porche, escalier, vase, décor intérieur, parterre, four, mur de clôture                    | Fléville-devant-Nancy     | 5 rue du Château                                       | 48° 37′ 35″ nord, 6° 12′ 08″ est                       | « PA00106031 »                                         | Classé                                                 | 1982 1991 2007                                         | Château de Flévillecommuns, pont, colombier, douves, fossé, donjon, parc, orangerie, ermitage, belvédère, glacière, porche, escalier, vase, décor intérieur, parterre, four, mur de clôture                                                              |
| Église Saint-Martin de Flin en totalité | Flin                      | place de l'église                                      | 48° 29′ 52″ nord, 6° 39′ 15″ est                       | « PA54000086 »                                         | Inscrit                                                | 2016                                                   | Église Saint-Martin de Flinen totalité |
| Chapelle Saint-Pierre de Fontenoy-la-Joûte | Fontenoy-la-Joûte         |                                                        | 48° 27′ 33″ nord, 6° 39′ 32″ est                       | « PA00106032 »                                         | Inscrit                                                | 1939                                                   | Chapelle Saint-Pierre de Fontenoy-la-Joûte |
| Église de la Conversion-de-Saint-Paul de Forcelles-Saint-Gorgon chœur, clocher | Forcelles-Saint-Gorgon    |                                                        | 48° 27′ 24″ nord, 6° 06′ 08″ est                       | « PA00106033 »                                         | Inscrit                                                | 1926                                                   | Église de la Conversion-de-Saint-Paul de Forcelles-Saint-Gorgonchœur, clocher |
| Maison Kayser de Foug niche, décor extérieur, statue | Foug                      | Grande-Rue Rue de l'Église                             | 48° 41′ 04″ nord, 5° 47′ 14″ est                       | « PA00106034 »                                         | Classé                                                 | 1927                                                   | Maison Kayser de Fougniche, décor extérieur, statue |
| Église de la Nativité-de-la-Vierge de Fresnois | Fresnois-la-Montagne      |                                                        | 49° 29′ 40″ nord, 5° 38′ 46″ est                       | « PA00106035 »                                         | Classé                                                 | 1920                                                   | Église de la Nativité-de-la-Vierge de Fresnois |
| Ossuaire de Fresnois-la-Montagne | Fresnois-la-Montagne      | Le Village                                             | 49° 29′ 40″ nord, 5° 38′ 46″ est                       | « PA00106036 »                                         | Inscrit                                                | 1987                                                   | Image manquante Téléverser |
| Église Saint-Jean-Baptiste de Frouard | Frouard                   |                                                        | 48° 47′ 59″ nord, 6° 07′ 24″ est                       | « PA00106037 »                                         | Inscrit                                                | 1926                                                   | Église Saint-Jean-Baptiste de Frouard |
| Prieuré de Froville cloître, élévation, sol | Froville                  |                                                        | 48° 28′ 14″ nord, 6° 21′ 17″ est                       | « PA00106038 »                                         | Inscrit Classé                                         | 1926 1985                                              | Prieuré de Frovillecloître, élévation, sol |
| Chapelle palatine de Gerbéviller | Gerbéviller               |                                                        | 48° 29′ 47″ nord, 6° 30′ 34″ est                       | « PA00106040 »                                         | Classé                                                 | 1986                                                   | Chapelle palatine de Gerbéviller |
| Château de Gerbéviller parc, grotte de jardin, escalier, pavillon, vestibule, grille, bassin, orangerie, théâtre, écurie, abreuvoir, statue, colombier, porte, jardin, clôture, canal, pont, élévation, nymphée | Gerbéviller               | Le Château                                             | 48° 29′ 48″ nord, 6° 30′ 32″ est                       | « PA00106039 »                                         | Classé                                                 | 1996 2012                                              | Château de Gerbévillerparc, grotte de jardin, escalier, pavillon, vestibule, grille, bassin, orangerie, théâtre, écurie, abreuvoir, statue, colombier, porte, jardin, clôture, canal, pont, élévation, nymphée                                           |
| Église Saint-Lambert de Gézoncourt | Gézoncourt                |                                                        | 48° 50′ 10″ nord, 5° 59′ 41″ est                       | « PA00106041 »                                         | Inscrit                                                | 1926                                                   | Église Saint-Lambert de Gézoncourt |
| Château de Tichémont ferme, communs, jardin régulier, parc, pont, orangerie, logis | Giraumont                 |                                                        | 49° 10′ 45″ nord, 5° 54′ 07″ est                       | « PA54000002 »                                         | Inscrit                                                | 1996                                                   | Château de Tichémontferme, communs, jardin régulier, parc, pont, orangerie, logis |
| Maison dîmière de Gondreville enclos, jardin, escalier | Gondreville               | 62-64 rue du Château des Princes                       | 48° 41′ 37″ nord, 5° 57′ 35″ est                       | « PA00125524 »                                         | Inscrit                                                | 1993                                                   | Image manquante Téléverser |
| Observatoire de Hablainville | Hablainville              |                                                        | 48° 30′ 55″ nord, 6° 42′ 55″ est                       | « PA00106042 »                                         | Classé                                                 | 1922                                                   | Observatoire de Hablainville |
| Château d'Haroué communs, douves, pavillon, tour, escalier, salon, élévation, toiture, décor intérieur | Haroué                    |                                                        | 48° 27′ 56″ nord, 6° 10′ 48″ est                       | « PA00106043 »                                         | Classé                                                 | 1983                                                   | Château d'Harouécommuns, douves, pavillon, tour, escalier, salon, élévation, toiture, décor intérieur |
| Église Saint-Martin de Hatrize portail | Hatrize                   |                                                        | 49° 11′ 34″ nord, 5° 54′ 31″ est                       | « PA00106445 »                                         | Inscrit                                                | 1990                                                   | Église Saint-Martin de Hatrizeportail |
| Maison forte de Hatrize communs, échauguette, élévation | Hatrize                   | 2 rue de Verdun                                        | 49° 11′ 34″ nord, 5° 54′ 37″ est                       | « PA54000003 »                                         | Inscrit                                                | 1996                                                   | Maison forte de Hatrizecommuns, échauguette, élévation |
| Ossuaire d'Hatrize | Hatrize                   | Le Village                                             | 49° 11′ 35″ nord, 5° 54′ 32″ est                       | « PA00106044 »                                         | Classé                                                 | 1990                                                   | Ossuaire d'Hatrize |
| Château de Haussonville | Haussonville              |                                                        | 48° 31′ 44″ nord, 6° 19′ 31″ est                       | « PA00106045 »                                         | Classé                                                 | 1930                                                   | Château de Haussonville |
| Église Saint-Maximin de Jarny | Jarny                     |                                                        | 49° 09′ 21″ nord, 5° 53′ 00″ est                       | « PA00106046 »                                         | Inscrit                                                | 1982                                                   | Église Saint-Maximin de Jarny |
| Château de Jaulny enceinte, terrasse, pavillon, communs, mur de soutènement, soubassement, élévation | Jaulny                    | Le Village                                             | 48° 58′ 10″ nord, 5° 53′ 11″ est                       | « PA00106047 »                                         | Inscrit Classé                                         | 1988 1996                                              | Château de Jaulnyenceinte, terrasse, pavillon, communs, mur de soutènement, soubassement, élévation |
| Hypogée de Jœuf | Jœuf                      |                                                        | 49° 13′ 48″ nord, 6° 00′ 12″ est                       | « PA00106048 »                                         | Classé                                                 | 1875                                                   | Image manquante Téléverser |
| Ossuaire de Joppécourt | Joppécourt                | Le Village                                             | 49° 23′ 21″ nord, 5° 47′ 50″ est                       | « PA00106049 »                                         | Inscrit                                                | 1987                                                   | Image manquante Téléverser |
| Ossuaire de Jouaville | Jouaville                 | Le Village                                             | 49° 09′ 37″ nord, 5° 57′ 20″ est                       | « PA00106050 »                                         | Inscrit                                                | 1987                                                   | Ossuaire de Jouaville |
| Ferme du Colombier | Labry                     | 12 rue Jules-Rollin                                    | 49° 10′ 27″ nord, 5° 52′ 57″ est                       | « PA00135411 »                                         | Inscrit                                                | 1995                                                   | Ferme du Colombier |
| Motte féodale de Labry motte | Labry                     | Derrière l'Église                                      | 49° 10′ 26″ nord, 5° 52′ 49″ est                       | « PA00106452 »                                         | Inscrit                                                | 1991                                                   | Image manquante Téléverser |
| Tour Mahuet de Labry tour | Labry                     | 1 rue Jules-Rollin                                     | 49° 10′ 26″ nord, 5° 52′ 51″ est                       | « PA54000069 »                                         | Inscrit                                                | 2006                                                   | Tour Mahuet de Labrytour |
| Église Saint-Laurent de Laître-sous-Amance | Laître-sous-Amance        |                                                        | 48° 44′ 50″ nord, 6° 16′ 30″ est                       | « PA00106051 »                                         | Classé                                                 | 1862                                                   | Église Saint-Laurent de Laître-sous-Amance |
| Église Saint-Rémy de Puxe | Lalœuf                    |                                                        | 48° 27′ 49″ nord, 6° 00′ 42″ est                       | « PA00106052 »                                         | Inscrit                                                | 1926                                                   | Église Saint-Rémy de Puxe |
| Église Saint-Clément de Landremont abside, chœur | Landremont                |                                                        | 48° 50′ 59″ nord, 6° 08′ 25″ est                       | « PA00106053 »                                         | Classé                                                 | 1921                                                   | Église Saint-Clément de Landremontabside, chœur |
| Château de l'abbé de Bouzey nymphée, fontaine, parc, escalier, mur | Laneuveville-devant-Nancy | 7 rue Jeannequin                                       | 48° 39′ 24″ nord, 6° 13′ 57″ est                       | « PA00106054 »                                         | Classé                                                 | 1958                                                   | Château de l'abbé de Bouzeynymphée, fontaine, parc, escalier, mur |
| Château de Montaigu parc, chapelle, communs, élévation, orangerie, pigeonnier, ferme, statue, écurie, jardin potager                                                                                            | Laneuveville-devant-Nancy |                                                        | 48° 39′ 48″ nord, 6° 12′ 57″ est                       | « PA00106055 »                                         | Inscrit Classé Inscrit                                 | 1934 1957 1958 1998                                    | Château de Montaiguparc, chapelle, communs, élévation, orangerie, pigeonnier, ferme, statue, écurie, jardin potager |
| Papeterie de la Rochette | Laneuveville-devant-Nancy | Rue Lucien Galtier                                     | 48° 39′ 35″ nord, 6° 13′ 37″ est                       | « PA54000075 »                                         | Inscrit                                                | 2012                                                   | Papeterie de la Rochette |
| Atelier de fabrication de la confiserie Lefèvre-Lemoine | Laxou                     | 16 rue de Maréville                                    | 48° 40′ 58″ nord, 6° 08′ 56″ est                       | « PA54000092 »                                         | Inscrit                                                | 2024                                                   | Image manquante Téléverser |
| Château de la Samaritaine jardin, galerie, fontaine, cour, escalier, décor intérieur, élévation | Lay-Saint-Christophe      | 27 rue de l'Armée-Patton                               | 48° 45′ 09″ nord, 6° 12′ 11″ est                       | « PA54000018 »                                         | Inscrit                                                | 2000                                                   | Château de la Samaritainejardin, galerie, fontaine, cour, escalier, décor intérieur, élévation |
| Presbytère de Lay-Saint-Christophe | Lay-Saint-Christophe      |                                                        | 48° 44′ 53″ nord, 6° 12′ 10″ est                       | « PA00106056 »                                         | Classé                                                 | 1931                                                   | Presbytère de Lay-Saint-Christophe |
| Prieuré Saint-Arnou de Lay-Saint-Christophe église, bâtiment conventuel, logis prioral, tour, élévation, toiture, décor intérieur                                                                               | Lay-Saint-Christophe      | Rue Saint-Arnou Rue des Bénédictins                    | 48° 45′ 06″ nord, 6° 12′ 27″ est                       | « PA00106057 »                                         | Inscrit                                                | 1986                                                   | Prieuré Saint-Arnou de Lay-Saint-Christopheéglise, bâtiment conventuel, logis prioral, tour, élévation, toiture, décor intérieur |
| Château de Lenoncourt parc, tour, escalier, cheminée, élévation, toiture, décor intérieur | Lenoncourt                |                                                        | 48° 39′ 57″ nord, 6° 18′ 22″ est                       | « PA00106058 »                                         | Inscrit Classé                                         | 1979 1984                                              | Château de Lenoncourtparc, tour, escalier, cheminée, élévation, toiture, décor intérieur |
| Sondages salins de la vallée de la Roanne | Lenoncourt                | Bonval                                                 | 48° 39′ 19″ nord, 6° 18′ 28″ est                       | « PA00106059 »                                         | Inscrit                                                | 1986                                                   | Sondages salins de la vallée de la Roanne |
| Nécropole tumulaire de Lesménils | Lesménils                 | Le Bois de Fourasse                                    | 48° 55′ 19″ nord, 6° 07′ 02″ est                       | « PA00106060 »                                         | Classé                                                 | 1986                                                   | Image manquante Téléverser |
| Château de la Garenne | Liverdun                  | La Garenne                                             | 48° 45′ 19″ nord, 6° 03′ 16″ est                       | « PA00132622 »                                         | Inscrit                                                | 1994 1996                                              | Château de la Garenne |
| Croix de mission de Liverdun | Liverdun                  |                                                        | 48° 45′ 09″ nord, 6° 03′ 48″ est                       | « PA00106061 »                                         | Classé                                                 | 1932                                                   | Croix de mission de Liverdun |
| Église Saint-Pierre de Liverdun | Liverdun                  |                                                        | 48° 45′ 08″ nord, 6° 03′ 48″ est                       | « PA00106062 »                                         | Classé                                                 | 1924                                                   | Église Saint-Pierre de Liverdun |
| Maison Benoît niche, statue | Liverdun                  | 4 rue de l'Église                                      | 48° 45′ 07″ nord, 6° 03′ 51″ est                       | « PA00106066 »                                         | Inscrit                                                | 1932                                                   | Maison Benoîtniche, statue |
| Maison Benoît élévation | Liverdun                  | 4 rue de l'Église                                      | 48° 45′ 07″ nord, 6° 03′ 51″ est                       | « PA00106064 »                                         | Inscrit                                                | 1926                                                   | Maison Benoîtélévation |
| Maison Fransot élévation | Liverdun                  | Place de la Fontaine                                   | 48° 45′ 08″ nord, 6° 03′ 52″ est                       | « PA00106067 »                                         | Inscrit                                                | 1926                                                   | Maison Fransotélévation |
| Maison du Gouverneur | Liverdun                  |                                                        | 48° 45′ 12″ nord, 6° 03′ 49″ est                       | « PA00106063 »                                         | Classé                                                 | 1928                                                   | Maison du Gouverneur |
| Maison Renard élévation | Liverdun                  | Place de la Fontaine                                   | 48° 45′ 08″ nord, 6° 03′ 51″ est                       | « PA00106069 »                                         | Inscrit                                                | 1926                                                   | Maison Renardélévation |
| Maison Roger élévation | Liverdun                  | 6 rue de l'Église                                      | 48° 45′ 08″ nord, 6° 03′ 51″ est                       | « PA00106065 »                                         | Inscrit                                                | 1926                                                   | Maison Rogerélévation |
| Maison Weisberger élévation | Liverdun                  | Place de la Fontaine                                   | 48° 45′ 08″ nord, 6° 03′ 51″ est                       | « PA00106068 »                                         | Inscrit                                                | 1926                                                   | Maison Weisbergerélévation |
| Porte de ville tour carré et tour ronde | Liverdun                  |                                                        | 48° 45′ 14″ nord, 6° 03′ 50″ est                       | « PA00106070 »                                         | Classé                                                 | 1925 1928                                              | Porte de villetour carré et tour ronde |
| Presbytère de Liverdun porte | Liverdun                  |                                                        | 48° 45′ 09″ nord, 6° 03′ 48″ est                       | « PA00106071 »                                         | Classé                                                 | 1924                                                   | Presbytère de Liverdunporte |
| Église Sainte-Agathe de Longuyon | Longuyon                  |                                                        | 49° 27′ 01″ nord, 5° 36′ 05″ est                       | « PA00106072 »                                         | Classé                                                 | 1875                                                   | Église Sainte-Agathe de Longuyon |
| Haut-fourneau de Longuyon | Longuyon                  | Le Dorlon                                              | 49° 29′ 42″ nord, 5° 34′ 29″ est                       | « PA00106073 »                                         | Inscrit                                                | 1982                                                   | Haut-fourneau de Longuyon |
| Citadelle de Longwy ouvrage fortifie, enceinte, bastion, courtine, porte | Longwy                    |                                                        | 49° 31′ 21″ nord, 5° 45′ 47″ est                       | « PA00106075 »                                         | Classé                                                 | 1913 1933                                              | Citadelle de Longwyouvrage fortifie, enceinte, bastion, courtine, porte |
| Église Saint-Dagobert de Longwy-Haut | Longwy                    |                                                        | 49° 31′ 26″ nord, 5° 45′ 45″ est                       | « PA00106074 »                                         | Classé                                                 | 1921                                                   | Église Saint-Dagobert de Longwy-Haut |
| Hôtel de ville de Longwy | Longwy                    |                                                        | 49° 31′ 27″ nord, 5° 45′ 45″ est                       | « PA00106076 »                                         | Classé                                                 | 1921                                                   | Hôtel de ville de Longwy |
| Maison de l'Intendance de Longwy | Longwy                    |                                                        | 49° 31′ 21″ nord, 5° 45′ 48″ est                       | « PA00106077 »                                         | Classé                                                 | 1921                                                   | Maison de l'Intendance de Longwy |
| Puits couvert de Longwy | Longwy                    |                                                        | 49° 31′ 27″ nord, 5° 45′ 48″ est                       | « PA00106078 »                                         | Classé                                                 | 1921                                                   | Puits couvert de Longwy |
| Château de Lunéville cour, parc, abreuvoir, chapelle, cheminée, clôture, grille, jardin, décor intérieur | Lunéville                 |                                                        | 48° 35′ 41″ nord, 6° 29′ 30″ est                       | « PA00106079 »                                         | Classé                                                 | 1901 (chapelle) 1998                                   | Château de Lunévillecour, parc, abreuvoir, chapelle, cheminée, clôture, grille, jardin, décor intérieur |
| Château de la Favorite | Lunéville                 | 3 avenue Voltaire                                      | 48° 35′ 31″ nord, 6° 30′ 14″ est                       | « PA00106080 »                                         | Inscrit Classé                                         | 1992 2011                                              | Château de la Favorite |
| Église Sainte-Jeanne-d'Arc de Lunéville Église en totalité | Lunéville                 | 27-27bis quai de Strasbourg                            | 48° 35′ 19″ nord, 6° 30′ 18″ est                       | « PA54000021 »                                         | Inscrit                                                | 2001                                                   | Église Sainte-Jeanne-d'Arc de LunévilleÉglise en totalité |
| Église Saint-Jacques de Lunéville | Lunéville                 |                                                        | 48° 35′ 32″ nord, 6° 29′ 31″ est                       | « PA00106081 »                                         | Classé                                                 | 1926                                                   | Église Saint-Jacques de Lunéville |
| Église Saint-Léopold de Lunéville | Lunéville                 | Rue Camille Viox                                       | 48° 35′ 57″ nord, 6° 29′ 16″ est                       | « PA54000080 »                                         | Inscrit                                                | 2014                                                   | Église Saint-Léopold de Lunéville |
| Hôtel abbatial Saint-Rémy de Lunéville logis abbatial, jardin | Lunéville                 | 16 place de la Libération                              | 48° 35′ 31″ nord, 6° 29′ 29″ est                       | « PA54000071 »                                         | Inscrit                                                | 2006                                                   | Hôtel abbatial Saint-Rémy de Lunévillelogis abbatial, jardin |
| Immeuble salon, décor intérieur | Lunéville                 | 61 rue de Lorraine                                     | 48° 35′ 37″ nord, 6° 29′ 45″ est                       | « PA00106082 »                                         | Inscrit                                                | 1949                                                   | Immeublesalon, décor intérieur |
| Maison du Marchand façades, toiture, escalier, cheminée, niche, élévation, rampe d'appui, toiture | Lunéville                 | 15 rue de Lorraine 1 rue du Château                    | 48° 35′ 36″ nord, 6° 29′ 32″ est                       | « PA00106083 »                                         | Classé                                                 | 1976                                                   | Maison du Marchandfaçades, toiture, escalier, cheminée, niche, élévation, rampe d'appui, toiture |
| Manège des Gendarmes rouges | Lunéville                 | Rue de La Barollière                                   | 48° 35′ 56″ nord, 6° 29′ 11″ est                       | « PA54000070 »                                         | Inscrit                                                | 2006                                                   | Manège des Gendarmes rouges |
| Synagogue de Lunéville | Lunéville                 | 7 rue Castera                                          | 48° 35′ 28″ nord, 6° 29′ 28″ est                       | « PA00106084 »                                         | Classé                                                 | 1980                                                   | Synagogue de Lunéville |
| Château de Lupcourt communs, parc, bassin, fontaine, enclos, grille | Lupcourt                  | 17, 19, 21 rue du Château                              | 48° 36′ 35″ nord, 6° 14′ 05″ est                       | « PA54000004 »                                         | Inscrit                                                | 1996                                                   | Château de Lupcourtcommuns, parc, bassin, fontaine, enclos, grille |
| Chapelle Casenove de Maidières porche | Maidières                 | Rue du Bois-le-Prêtre                                  | 48° 54′ 03″ nord, 6° 02′ 29″ est                       | « PA00106085 »                                         | Inscrit                                                | 1977                                                   | Chapelle Casenove de Maidièresporche |
| Château de Mailly-sur-Seille bibliothèque, tour, cheminée, élévation, logis, toiture | Mailly-sur-Seille         |                                                        | 48° 54′ 36″ nord, 6° 14′ 46″ est                       | « PA00106086 »                                         | Inscrit                                                | 1982                                                   | Château de Mailly-sur-Seillebibliothèque, tour, cheminée, élévation, logis, toiture |
| Église Saint-Martin-de-Mairy de Mairy-Mainville ossuaire, porche, décor intérieur | Mairy-Mainville           |                                                        | 49° 18′ 17″ nord, 5° 51′ 39″ est                       | « PA00106087 »                                         | Classé                                                 | 1990                                                   | Église Saint-Martin-de-Mairy de Mairy-Mainvilleossuaire, porche, décor intérieur |
| Cure d'air Trianon | Malzéville                | 75 rue Pasteur                                         | 48° 42′ 35″ nord, 6° 11′ 47″ est                       | « PA00106088 »                                         | Classé                                                 | 1989                                                   | Cure d'air Trianon |
| La Douëra fontaine, jardin, salle | Malzéville                | Rue du Lion d'Or                                       | 48° 42′ 34″ nord, 6° 10′ 54″ est                       | « PA00125525 »                                         | Inscrit                                                | 1993                                                   | La Douërafontaine, jardin, salle |
| Église Saint-Martin de Mandres-aux-Quatre-Tours portail | Mandres-aux-Quatre-Tours  |                                                        | 48° 50′ 27″ nord, 5° 47′ 59″ est                       | « PA00106089 »                                         | Inscrit                                                | 1926                                                   | Église Saint-Martin de Mandres-aux-Quatre-Toursportail |
| Château de Pierrefort | Martincourt               |                                                        | 48° 50′ 29″ nord, 5° 56′ 19″ est                       | « PA00106091 »                                         | Classé                                                 | 1862                                                   | Château de Pierrefort |
| Ossuaire de Mercy-le-Haut | Mercy-le-Haut             | Boudrezy                                               | 49° 22′ 13″ nord, 5° 48′ 37″ est                       | « PA00106092 »                                         | Inscrit                                                | 1987                                                   | Ossuaire de Mercy-le-Haut |
| Camp d'Affrique enceinte | Messein                   |                                                        | 48° 37′ 08″ nord, 6° 08′ 42″ est                       | « PA54000015 »                                         | Inscrit                                                | 1998                                                   | Camp d'Affriqueenceinte |
| Ferme « La petite Pologne » | Moncel-lès-Lunéville      |                                                        | 48° 34′ 04″ nord, 6° 31′ 34″ est                       | « PA54000093 »                                         | Inscrit                                                | 2024                                                   | Image manquante Téléverser |
| Église Saint-Julien de Mont | Mont-Bonvillers           |                                                        | 49° 19′ 33″ nord, 5° 50′ 12″ est                       | « PA00106001 »                                         | Classé                                                 | 1933                                                   | Église Saint-Julien de Mont |
| Église Saint-Étienne-et-Saint-Thibault de Bonvillers | Mont-Bonvillers           | Bonvillers                                             | 49° 19′ 22″ nord, 5° 50′ 26″ est                       | « PA00106453 »                                         | Inscrit                                                | 1992                                                   | Église Saint-Étienne-et-Saint-Thibault de Bonvillers |
| Église Saint-Martin de Mont-Saint-Martin | Mont-Saint-Martin         |                                                        | 49° 32′ 27″ nord, 5° 46′ 51″ est                       | « PA00106093 »                                         | Classé                                                 | 1889                                                   | Église Saint-Martin de Mont-Saint-Martin |
| Croix de route de Morfontaine | Morfontaine               |                                                        | 49° 26′ 50″ nord, 5° 48′ 31″ est                       | « PA00106096 »                                         | Classé                                                 | 1930                                                   | Image manquante Téléverser |
| Château de Mousson | Mousson                   |                                                        | 48° 54′ 17″ nord, 6° 04′ 39″ est                       | « PA00106097 »                                         | Classé                                                 | 1932                                                   | Château de Mousson |
| Château de Moyen chapelle, logis, porte, tour, sous sol | Moyen                     |                                                        | 48° 28′ 56″ nord, 6° 34′ 14″ est                       | « PA00106098 »                                         | Classé                                                 | 1992                                                   | Château de Moyenchapelle, logis, porte, tour, sous sol |
| | Nancy                     | Voir liste des monuments historiques de Nancy          | Voir liste des monuments historiques de Nancy          | Voir liste des monuments historiques de Nancy          | Voir liste des monuments historiques de Nancy          | Voir liste des monuments historiques de Nancy          | Voir liste des monuments historiques de Nancy |
| Bâtiment des accumulateurs à minerai du Val-de-Fer atelier de fabrication | Neuves-Maisons            |                                                        | 48° 37′ 52″ nord, 6° 06′ 27″ est                       | « PA00106456 »                                         | Inscrit                                                | 1992                                                   | Bâtiment des accumulateurs à minerai du Val-de-Feratelier de fabrication |
| Château de Neuviller-sur-Moselle communs, terrasse, salle à manger, cuisine, escalier, vestibule, grille | Neuviller-sur-Moselle     |                                                        | 48° 29′ 36″ nord, 6° 17′ 14″ est                       | « PA00125527 »                                         | Inscrit                                                | 1993                                                   | Château de Neuviller-sur-Mosellecommuns, terrasse, salle à manger, cuisine, escalier, vestibule, grille |
| Château de Nomeny sol | Nomeny                    |                                                        | 48° 53′ 28″ nord, 6° 13′ 25″ est                       | « PA00106323 »                                         | Classé                                                 | 1984                                                   | Château de Nomenysol |
| Église Saint-Étienne de Nomeny | Nomeny                    |                                                        | 48° 53′ 20″ nord, 6° 13′ 32″ est                       | « PA00106324 »                                         | Classé                                                 | 1907                                                   | Église Saint-Étienne de Nomeny |
| Église Saint-Rémy d'Olley | Olley                     |                                                        | 49° 09′ 48″ nord, 5° 45′ 46″ est                       | « PA00106325 »                                         | Classé                                                 | 1875                                                   | Église Saint-Rémy d'Olley |
| Ossuaire d'Olley cadran solaire | Olley                     | Le Village                                             | 49° 09′ 47″ nord, 5° 45′ 46″ est                       | « PA00106326 »                                         | Classé                                                 | 1990                                                   | Ossuaire d'Olleycadran solaire |
| Église Saint-Remy d'Onville clocher | Onville                   |                                                        | 49° 01′ 03″ nord, 5° 58′ 18″ est                       | « PA00106327 »                                         | Inscrit                                                | 1978                                                   | Église Saint-Remy d'Onvilleclocher |
| Église Saint-Martin de Pagny-sur-Moselle | Pagny-sur-Moselle         |                                                        | 48° 58′ 59″ nord, 6° 01′ 19″ est                       | « PA00106328 »                                         | Classé                                                 | 1920                                                   | Église Saint-Martin de Pagny-sur-Moselle |
| Bas-relief sculpté à la mémoire des soldats du 363e régiment d'infanterie de Pierre-Percée | Pierre-Percée             |                                                        | 48° 28′ 07″ nord, 6° 55′ 31″ est                       | « PA00106330 »                                         | Classé                                                 | 1922                                                   | Bas-relief sculpté à la mémoire des soldats du 363e régiment d'infanterie de Pierre-Percée |
| Château de Pierre-Percée | Pierre-Percée             |                                                        | 48° 28′ 13″ nord, 6° 55′ 49″ est                       | « PA00106331 »                                         | Classé                                                 | 1981                                                   | Château de Pierre-Percée |
| Prieuré Saint-Nicolas de la Rochotte chapelle, logis abbatial, escalier, élévation | Pierre-la-Treiche         |                                                        | 48° 38′ 34″ nord, 5° 55′ 04″ est                       | « PA54000019 »                                         | Inscrit                                                | 2000                                                   | Prieuré Saint-Nicolas de la Rochottechapelle, logis abbatial, escalier, élévation |
| Grotte Sainte Reine | Pierre-la-Treiche         |                                                        | 48° 38′ 43″ nord, 5° 56′ 30″ est                       | « PA00106329 »                                         | Classé                                                 | 1910                                                   | Grotte Sainte Reine |
| Château de l'Avant-Garde de Pompey | Pompey                    | Haut-de-l'Avant-Garde                                  | 48° 46′ 02″ nord, 6° 06′ 54″ est                       | « PA00106446 »                                         | Inscrit                                                | 1990                                                   | Château de l'Avant-Garde de Pompey |
| | Pont-à-Mousson            | Voir liste des monuments historiques de Pont-à-Mousson | Voir liste des monuments historiques de Pont-à-Mousson | Voir liste des monuments historiques de Pont-à-Mousson | Voir liste des monuments historiques de Pont-à-Mousson | Voir liste des monuments historiques de Pont-à-Mousson | Voir liste des monuments historiques de Pont-à-Mousson |
| Église Saint-Julien de Pont-Saint-Vincent | Pont-Saint-Vincent        |                                                        | 48° 36′ 16″ nord, 6° 05′ 51″ est                       | « PA00106352 »                                         | Inscrit                                                | 1926                                                   | Église Saint-Julien de Pont-Saint-Vincent |
| Château de Prény corps de garde, sous-sol, site archéologique, cheminée | Prény                     | 2 rue du Château                                       | 48° 58′ 43″ nord, 5° 59′ 42″ est                       | « PA00106353 »                                         | Classé Inscrit                                         | 1862 2001                                              | Château de Prénycorps de garde, sous-sol, site archéologique, cheminée |
| Église Saint-Pierre-aux-Liens de Pulligny | Pulligny                  |                                                        | 48° 32′ 37″ nord, 6° 08′ 25″ est                       | « PA00106354 »                                         | Inscrit                                                | 1926                                                   | Église Saint-Pierre-aux-Liens de Pulligny |
| Maison des Loups | Pulligny                  | 6, 8, 10 rue des Loups                                 | 48° 32′ 32″ nord, 6° 08′ 27″ est                       | « PA00106355 »                                         | Inscrit                                                | 1926                                                   | Maison des Loups |
| Maison Pierret | Pulligny                  | 2 rue des Loups                                        | 48° 32′ 34″ nord, 6° 08′ 27″ est                       | « PA00106356 »                                         | Inscrit                                                | 1926                                                   | Maison Pierret |
| Château d'Adoménil façades, toiture du logis et des communs, la chapelle en totalité, bâtiment du pressius et sa cave ; le parc et jardin en totalité incluant la fabrique et la serre                          | Rehainviller              | Adoménil                                               | 48° 33′ 54″ nord, 6° 27′ 46″ est                       | « PA54000085 »                                         | Inscrit                                                | 2015                                                   | Château d'Adoménilfaçades, toiture du logis et des communs, la chapelle en totalité, bâtiment du pressius et sa cave ; le parc et jardin en totalité incluant la fabrique et la serreJournal Officiel : Liste des nouveaux monuments protégés MH en 2015 |
| Motte castrale de Richardménil maison forte, motte | Richardménil              | Le Village                                             | 48° 35′ 25″ nord, 6° 10′ 01″ est                       | « PA00106448 »                                         | Inscrit                                                | 1991                                                   | Motte castrale de Richardménilmaison forte, motte |
| Beffroi de Rosières-aux-Salines | Rosières-aux-Salines      |                                                        | 48° 35′ 45″ nord, 6° 20′ 01″ est                       | « PA00106357 »                                         | Inscrit                                                | 1926                                                   | Beffroi de Rosières-aux-Salines |
| Église Saint-Pierre de Rosières-aux-Salines | Rosières-aux-Salines      | La Ville Sud                                           | 48° 35′ 38″ nord, 6° 19′ 57″ est                       | « PA00135413 »                                         | Inscrit                                                | 1995                                                   | Église Saint-Pierre de Rosières-aux-Salines |
| Fontaine Saint-Pierre | Rosières-aux-Salines      | Place Saint-Pierre                                     | 48° 35′ 40″ nord, 6° 19′ 57″ est                       | « PA00135414 »                                         | Inscrit                                                | 1995                                                   | Fontaine Saint-Pierre |
| Immeubles porche | Rosières-aux-Salines      | 28, 30 rue du Colonel-Thiébaut                         | 48° 35′ 47″ nord, 6° 20′ 04″ est                       | « PA00106449 »                                         | Classé/Monument détruit                                | 1994                                                   | Immeublesporche |
| Croix de cimetière de Saint-Boingt statue | Saint-Boingt              | Dans le cimetière                                      | 48° 25′ 51″ nord, 6° 26′ 14″ est                       | « PA00106358 »                                         | Classé                                                 | 1909                                                   | Croix de cimetière de Saint-Boingtstatue |
| Église Sainte-Geneviève de Sainte-Geneviève abside, chœur | Sainte-Geneviève          |                                                        | 48° 52′ 14″ nord, 6° 06′ 55″ est                       | « PA00106359 »                                         | Inscrit                                                | 1926                                                   | Église Sainte-Geneviève de Sainte-Genevièveabside, chœur |
| Basilique de Saint-Nicolas-de-Port | Saint-Nicolas-de-Port     |                                                        | 48° 37′ 54″ nord, 6° 18′ 14″ est                       | « PA00106362 »                                         | Classé                                                 | 1840                                                   | Basilique de Saint-Nicolas-de-Port |
| Couvent de la Congrégation Notre-Dame de Saint-Nicolas-de-Port chapelle, chœur, décor intérieur | Saint-Nicolas-de-Port     | 31 rue Bonnardel                                       | 48° 37′ 59″ nord, 6° 18′ 12″ est                       | « PA00106361 »                                         | Classé                                                 | 1988                                                   | Couvent de la Congrégation Notre-Dame de Saint-Nicolas-de-Portchapelle, chœur, décor intérieur |
| Immeuble élévation, toiture | Saint-Nicolas-de-Port     | 1, 3 rue Charles-Courtois                              | 48° 37′ 54″ nord, 6° 18′ 06″ est                       | « PA00106363 »                                         | Inscrit                                                | 1976                                                   | Immeubleélévation, toiture |
| Maison élévation, toiture | Saint-Nicolas-de-Port     | 9 place de la République                               | 48° 37′ 50″ nord, 6° 18′ 09″ est                       | « PA00106364 »                                         | Classé                                                 | 1933                                                   | Maisonélévation, toiture |
| Musée français de la brasserie portail, élévation | Saint-Nicolas-de-Port     | 60, 62 rue Charles-Courtois Rue Belhiesse              | 48° 38′ 02″ nord, 6° 17′ 51″ est                       | « PA00106360 »                                         | Classé Inscrit                                         | 1988                                                   | Musée français de la brasserieportail, élévation |
| Ossuaire de Saint-Supplet | Saint-Supplet             | Au-dessus des Pierrons                                 | 49° 22′ 54″ nord, 5° 44′ 12″ est                       | « PA00106365 »                                         | Classé                                                 | 1990                                                   | Ossuaire de Saint-Supplet |
| Église Saint-Brice de Sancy abside, mur | Sancy                     |                                                        | 49° 21′ 06″ nord, 5° 55′ 32″ est                       | « PA00106366 »                                         | Inscrit                                                | 1984                                                   | Église Saint-Brice de Sancyabside, mur |
| Château de Saulxures communs, terrasse, salon, perron, élévation, décor intérieur, toiture, bâtiment, décor extérieur                                                                                           | Saulxures-lès-Nancy       |                                                        | 48° 41′ 25″ nord, 6° 15′ 08″ est                       | « PA00106367 »                                         | Classé Inscrit                                         | 1979                                                   | Château de Saulxurescommuns, terrasse, salon, perron, élévation, décor intérieur, toiture, bâtiment, décor extérieur |
| Basilique Notre-Dame de Sion | Saxon-Sion                | La Côte de Sion                                        | 48° 25′ 52″ nord, 6° 05′ 02″ est                       | « PA54000059 »                                         | Inscrit                                                | 2003                                                   | Basilique Notre-Dame de Sion |
| Site archéologique de la colline de Sion | Saxon-Sion                |                                                        | 48° 25′ 17″ nord, 6° 04′ 51″ est                       | « PA00135415 »                                         | Inscrit                                                | 1995                                                   | Site archéologique de la colline de Sion |
| Dolmen de Bois-l'Évêque | Sexey-aux-Forges          | Forêt de Bois-l'Évêque                                 | 48° 38′ 57″ nord, 6° 00′ 22″ est                       | « PA00106368 »                                         | Classé                                                 | 1910                                                   | Dolmen de Bois-l'Évêque |
| Manoir de Sexey-aux-Forges porche, cheminée, élévation, escalier, toiture, décor intérieur | Sexey-aux-Forges          | 4 rue du Château                                       | 48° 37′ 17″ nord, 6° 02′ 46″ est                       | « PA00106369 »                                         | Inscrit                                                | 1980                                                   | Manoir de Sexey-aux-Forgesporche, cheminée, élévation, escalier, toiture, décor intérieur |
| Maison forte de Thézey-Saint-Martin | Thézey-Saint-Martin       |                                                        | 48° 54′ 10″ nord, 6° 17′ 44″ est                       | « PA00132872 »                                         | Inscrit                                                | 1994                                                   | Maison forte de Thézey-Saint-Martin |
| Cimetière américain du Saillant de Saint-Mihiel | Thiaucourt-Regniéville    |                                                        | 48° 57′ 25″ nord, 5° 51′ 11″ est                       | « PA54000089 »                                         | Inscrit                                                | 2017                                                   | Cimetière américain du Saillant de Saint-Mihiel |
| Château de Thorey-Lyautey parc, statue | Thorey-Lyautey            |                                                        | 48° 26′ 38″ nord, 6° 01′ 43″ est                       | « PA00106370 »                                         | Inscrit                                                | 1980                                                   | Château de Thorey-Lyauteyparc, statue |
| | Toul                      | Voir liste des monuments historiques de Toul           | Voir liste des monuments historiques de Toul           | Voir liste des monuments historiques de Toul           | Voir liste des monuments historiques de Toul           | Voir liste des monuments historiques de Toul           | Voir liste des monuments historiques de Toul |
| Grange du Sart de Trieux porte, décor extérieur | Trieux                    | Sart                                                   | 49° 19′ 25″ nord, 5° 57′ 06″ est                       | « PA54000012 »                                         | Inscrit                                                | 1998                                                   | Image manquante Téléverser |
| Ferme Sainte-Mathilde de Tucquegnieux | Tucquegnieux              | 9 rue du Pale                                          | 49° 18′ 06″ nord, 5° 52′ 52″ est                       | « PA00106422 »                                         | Classé                                                 | 1994                                                   | Ferme Sainte-Mathilde de Tucquegnieux |
| Ossuaire de Tucquegnieux | Tucquegnieux              | Rue du Général Leclerc                                 | 49° 17′ 49″ nord, 5° 52′ 56″ est                       | « PA00106423 »                                         | Inscrit                                                | 1987                                                   | Ossuaire de Tucquegnieux |
| Domaine du château de Châtillon en totalité | Val-et-Châtillon          | Châtillon                                              | 48° 34′ 17″ nord, 6° 59′ 29″ est                       | « PA54000087 »                                         | Inscrit                                                | 2016                                                   | Domaine du château de Châtillonen totalité |
| Église Saint-Pierre de Vandelainville clocher | Vandelainville            |                                                        | 49° 01′ 00″ nord, 5° 58′ 30″ est                       | « PA00106424 »                                         | Inscrit                                                | 1981                                                   | Église Saint-Pierre de Vandelainvilleclocher |
| Château Anthoine jardin, clôture, tour, escalier, élévation | Vandœuvre-lès-Nancy       | 50-52 rue Gambetta                                     | 48° 39′ 26″ nord, 6° 10′ 12″ est                       | « PA54000006 »                                         | Inscrit                                                | 1996                                                   | Château Anthoinejardin, clôture, tour, escalier, élévation |
| Église Saint-François-d'Assise de Vandœuvre | Vandœuvre-lès-Nancy       | avenue des Acacias Allée des Mimosas                   | 48° 24′ 00″ nord, 6° 06′ 44″ est                       | « PA54000076 »                                         | Inscrit                                                | 2012                                                   | Église Saint-François-d'Assise de Vandœuvre |
| Église prieurale de Varangéville | Varangéville              | Rue Jean-Jaurès                                        | 48° 37′ 59″ nord, 6° 18′ 54″ est                       | « PA00106427 »                                         | Classé                                                 | 1987                                                   | Église prieurale de Varangéville |
| Église Saint-Gorgon de Varangéville | Varangéville              |                                                        | 48° 37′ 59″ nord, 6° 18′ 55″ est                       | « PA00106426 »                                         | Classé                                                 | 1907                                                   | Église Saint-Gorgon de Varangéville |
| Sondages salins de la vallée de la Roanne (aussi situés à Lenoncourt) | Varangéville              |                                                        | 48° 38′ 54″ nord, 6° 18′ 09″ est                       | « PA00106428 »                                         | Inscrit                                                | 1986                                                   | Sondages salins de la vallée de la Roanne (aussi situés à Lenoncourt) |
| Château de Vaudémont | Vaudémont                 |                                                        | 48° 25′ 04″ nord, 6° 03′ 13″ est                       | « PA00106429 »                                         | Classé                                                 | 1840                                                   | Château de Vaudémont |
| Église Saints-Côme-et-Damien de Vézelise | Vézelise                  |                                                        | 48° 29′ 11″ nord, 6° 05′ 14″ est                       | « PA00106430 »                                         | Classé                                                 | 1907                                                   | Église Saints-Côme-et-Damien de Vézelise |
| Hôtel de Tavagny élévation, cour | Vézelise                  | 21, 27 place du Marché-au-Poisson                      | 48° 29′ 13″ nord, 6° 05′ 13″ est                       | « PA00106433 »                                         | Inscrit                                                | 1998                                                   | Hôtel de Tavagnyélévation, cour |
| Hôtel de ville de Vézelise halles, mairie, palais de justice | Vézelise                  | Place de l'Hôtel de Ville                              | 48° 29′ 14″ nord, 6° 05′ 16″ est                       | « PA00106431 »                                         | Classé                                                 | 1942                                                   | Hôtel de ville de Vézelisehalles, mairie, palais de justice |
| Maison du Bailliage | Vézelise                  | Rue Louis et Félix Moreau                              | 48° 29′ 13″ nord, 6° 05′ 16″ est                       | « PA00106432 »                                         | Classé                                                 | 1930                                                   | Maison du Bailliage |
| Abbaye de Sainte-Marie-au-Bois chapelle, bâtiment | Vilcey-sur-Trey           |                                                        | 48° 57′ 21″ nord, 5° 57′ 43″ est                       | « PA00106434 »                                         | Inscrit Classé                                         | 1926 1929                                              | Abbaye de Sainte-Marie-au-Boischapelle, bâtiment |
| Église Saint-Sylvestre de Villers-la-Montagne ossuaire, voûte, chœur, mur | Villers-la-Montagne       |                                                        | 49° 28′ 15″ nord, 5° 49′ 05″ est                       | « PA00106450 »                                         | Inscrit                                                | 1991                                                   | Église Saint-Sylvestre de Villers-la-Montagneossuaire, voûte, chœur, mur |
| Château de Villers-les-Prud'homme tour, cour, escalier, escalier en vis, élévation | Ville-au-Val              | Villers-les-Prud'homme                                 | 48° 50′ 11″ nord, 6° 08′ 24″ est                       | « PA54000020 »                                         | Inscrit                                                | 1988 2000                                              | Château de Villers-les-Prud'hommetour, cour, escalier, escalier en vis, élévation |
| Château de Ville-au-Val chapelle, four, portail, cuisine, escalier, élévation, colombier, tour | Ville-au-Val              | Le Village                                             | 48° 50′ 51″ nord, 6° 07′ 21″ est                       | « PA00106435 »                                         | Inscrit Classé Inscrit                                 | 1988 1995 2014                                         | Château de Ville-au-Valchapelle, four, portail, cuisine, escalier, élévation, colombier, tour |
| Grosse-Maison de Villey-Saint-Étienne colombier, tourelle, escalier, sous sol, élévation, toiture, mur | Villey-Saint-Étienne      | 31 rue Neuve                                           | 48° 43′ 48″ nord, 5° 58′ 47″ est                       | « PA00106436 »                                         | Inscrit                                                | 1988                                                   | Grosse-Maison de Villey-Saint-Étiennecolombier, tourelle, escalier, sous sol, élévation, toiture, mur |
| Église Saint-Jean-Baptiste de Vitrimont | Vitrimont                 | Le Village                                             | 48° 36′ 00″ nord, 6° 26′ 19″ est                       | « PA54000009 »                                         | Inscrit                                                | 1997                                                   | Église Saint-Jean-Baptiste de Vitrimont |
| Ferme de Léomont | Vitrimont                 |                                                        | 48° 36′ 31″ nord, 6° 26′ 05″ est                       | « PA00106437 »                                         | Classé                                                 | 1922                                                   | Ferme de Léomont |
| Église Saint-Étienne de Voinémont tour, clocher | Voinémont                 |                                                        | 48° 31′ 14″ nord, 6° 09′ 46″ est                       | « PA00106447 »                                         | Inscrit                                                | 1990                                                   | Église Saint-Étienne de Voinémonttour, clocher |
| Église Saint-Hubert de Waville | Waville                   |                                                        | 49° 00′ 37″ nord, 5° 57′ 01″ est                       | « PA00106438 »                                         | Classé                                                 | 1921                                                   | Église Saint-Hubert de Waville |
| Église Saint-Clément de Xammes | Xammes                    |                                                        | 48° 58′ 30″ nord, 5° 51′ 21″ est                       | « PA00106439 »                                         | Classé                                                 | 1921                                                   | Église Saint-Clément de Xammes |

## Anciens monuments historiques
| Monument            | Commune | Adresse     | Coordonnées                      | Notice         | Protection   | Date      | Illustration        |
| ------------------- | ------- | ----------- | -------------------------------- | -------------- | ------------ | --------- | ------------------- |
| Tuilerie de Trondes | Trondes | La Tuilerie | 48° 43′ 48″ nord, 5° 47′ 12″ est | « PA00106421 » | Classé Radié | 1983 2006 | Tuilerie de Trondes |